# Warner Music Sweden
Warner Music Sweden – szwedzka wytwórnia muzyczna, oddział Warner Music Group. Została założona w 1949 roku przez Andersa Burmana i Börje Ekberga.

## Artyści
Źródło: oficjalna strona Warner Music Sweden

- 3OH!3
- AJR
- Ace Wilder
- Adam Kanyama
- Alina Devecerski
- Alter Bridge
- Arash
- Avenged Sevenfold
- B.o.B
- Basshunter
- Biffy Clyro
- Birdy
- Björn Skifs
- Bruno Mars
- Cee Lo Green
- Charli XCX
- Cher
- Christer Sjögren
- Christina Perri
- Christopher
- Clean Bandit
- Coldplay
- Damon Albarn
- Donkeyboy
- Ebbot Lundberg
- Echosmith
- Edda Magnason
- Eldkvarn
- Eric Amarillo
- Foals
- Fritjof & Pikanen
- fun.
- Gesaffelstein
- Goo Goo Dolls
- Green Day
- Gyllene Tider
- Gym Class Heroes
- Halestorm
- Iron Maiden
- James Blunt
- Jason Mraz
- Josef Johansson
- Josh Groban
- Joshua Radin
- Justice
- Kleerup
- Kylie Minogue
- Laleh
- Lani Mo
- Lily Allen
- Linkin Park
- Little Jinder
- Louise Hoffsten
- Lupe Fiasco
- Lykke Li
- Magnus Uggla
- Måns Zelmerlöw
- Margaret
- Marie Fredriksson
- Mauro Scocco
- Michael Bublé
- Mikael Wiehe
- Missy Elliott
- Muse
- NoNoNo
- Neil Young
- Nickelback
- Nico & Vinz
- Opeth
- Oscar Zia
- PH3
- Paolo Nutini
- Paramore
- Prince
- Pugh Rogefeldt
- Red Hot Chili Peppers
- Rhymes & Riddim
- Rudimental
- Röyksopp
- Sanna Nielsen
- Seal
- Skrillex
- Slash
- Stallet
- Stone Sour
- Stone Temple Pilots
- T.I.
- The Black Keys
- The Sounds
- Thundermother
- Timbuktu
- Tinie Tempah
- Tommy Körberg
- TooManyLeftHands
- Travie McCoy
- Trey Songz
- Ulf Lundell
- Vance Joy
- Viktor & The Blood
- Waka Flocka Flame
- Winhill/Losehill
- Wiz Khalifa